# Lo que calla el alma
Lo que calla el alma es el undécimo álbum de estudio de la cantante Tamara.

## Sinopsis
Contiene 11 temas producidos por Daniel Betancourth.

## Lista de canciones
| N.º | Título                   | Escritor(es)                       | Duración |  |
| 1.  | «Amor cruel»             | Raúl Bioque                        | 3:34     |  |
| 2.  | «Quién tuvo la culpa»    | José Abraham, Álvaro Rey           | 3:43     |  |
| 3.  | «Si tú quisieras»        | José Abraham, J.M.King             | 3:36     |  |
| 4.  | «Ni tu verdad ni la mía» | José Abraham                       | 4:14     |  |
| 5.  | «Balance químico»        |                                    | 4:00     |  |
| 6.  | «No me conviene»         | José Abraham                       | 4:10     |  |
| 7.  | «Intentando olvidarte»   | David César                        | 3:25     |  |
| 8.  | «La mitad de nada»       |                                    | 3:23     |  |
| 9.  | «El último te quiero»    | Luis Miguel Vázquez                | 3:41     |  |
| 10. | «Lo que calla el alma»   | Daniel Betancourth, Edgar Cortazar | 3:53     |  |
| 11. | «Tan solo tú»            |                                    | 3:36     |  |